# Salvador Fité i Borguñó
Salvador Fité i Borguñó (Sabadell, 20 de gener de 1931 - 10 d'agost de 2021) va ser un enginyer mecànic, empresari i home de teatre català.

## Biografia
Va néixer al carrer d'Ausiàs Marc de Sabadell. Va estar internat als Salesians d’Horta (Barcelona), on va estudiar durant cinc anys el batxillerat elemental, moment en què se li va despertar la passió pel teatre. Casat amb Teresa Salvans Vall, va tenir cinc fills: Francesc, Anna, Montserrat, Jordi i Isabel. En el camp professional, va treballar primer a cal Baciana i va crear, més endavant, l'empresa Fité Construcciones Mecánicas, que fabricava i venia maquinària tèxtil al país i a l'estranger.
Com a actor, va formar part del Quadre Escènic de l'Església de la Puríssima –llavors dirigit per Enric Gallemí–, que posteriorment evolucionà en Palestra, ja que la Puríssima se’ls havia quedat petita i tenien ganes de tocar altres temàtiques i de representar textos diferents. A Palestra, grup de referència admirat arreu del país perquè treballava amb rigor professional però era integrat per amateurs, Fité va fer d’actor, de director de teatre i de membre de la junta directiva. L’any 1952 Fité va obtenir bones crítiques fent de cec a l’exitosa versió de la Passió de Francesca Forrellad titulada Ponç Pilat. L’obra va acabar al Teatre Romea, va ser radiada a Ràdio Barcelona i es va convertir un fenomen a l’època.
Més tard, el 1966, Salvador Fité va entrar a la  Joventut de la Faràndula, de la mà de Joan Argemí Fontanet, entitat en què va fer de director general (1966-1977), de cap del taller de teatre, de director de muntatges, de vicepresident i de president (1977-1981). A la Joventut de la Faràndula, també va ser l'encarregat de muntar la primera escola de teatre, per encàrrec d'Antoni Llonch quan era president. Fité li va dir: "Home, no soc mestre de res, jo soc manyà. M'agradaria més fer un taller", i així va començar el primer Taller de Teatre. També va participar, com a director i com a jurat, al Cicle Cavall Fort de Teatre per a nois i noies, al Teatre Romea. L'any 1984, Fité es va vincular a la companyia Doble Via, on va actuar i dirigir a la vegada, un grup que poc després va ser l'embrió del Teatre del Sol, que el 1988 va agafar el testimoni de Palestra, de nou via Ramon Ribalta. Fité va ser directiu i responsable de premsa i promoció del Teatre del Sol, a més d'actuar en algunes obres, com per exemple a Enric IV.
Fité va ser també el guia del Grup Oberammergau, creat per ell mateix amb l'objectiu d'assistir, durant catorze anys, a esdeveniments teatrals de renom a llocs diversos d'Europa i dels Estats Units. El nom del grup es deu al fet que el primer i el desè any van presenciar la Passió al municipi alemany d'Oberammergau.
Fité va ser membre de la Fundació Bosch i Cardellach, va impulsar el teatre a la fresca als jardinets de l’extinta Caixa Sabadell i va ser un dels fundadors del Cineclub Sabadell, a més de ser membre actiu d'altres entitats sabadellenques.

## Obra
- La direcció escènica - Editorial La Galera. Taller de Teatre. Barcelona: 1992. ISBN 84-246-5109-X
- La dirección escénica - Editorial La Galera. Taller de Teatro. Barcelona: 1992. ISBN 84-246-5609-1
- De comèdies i comediants. Amb Sabadell i Palestra de teló de fons. Fundació Ars, "Biblioteca Quadern". Sabadell: 2013. ISBN 978-84-89991-26-2
- El quadre escènic de la Puríssima, després Palestra: una història recent. Escrit amb Josep Torrella i Pineda. Fundació Bosch i Cardellach. Sabadell: 1995. ISBN 84-921048-0-5

## Premis i reconeixements
- 2013 - Medalla d'Honor de l'Ajuntament de Sabadell[10]
- 2005 - Premi Tenacitat, atorgat per les Agrupacions Professionals Narcís Giralt[11]